# Conflictul proxy dintre Iran și Arabia Saudită
Conflictul proxy dintre Iran și Arabia Saudită, denumit uneori și Războiul Rece din Orientul Mijlociu, este lupta continuă pentru influență în Orientul Mijlociu și în regiunile înconjurătoare, purtată între Republica Islamică Iran și Regatul Arabiei Saudite. Cele două țări au oferit diferite grade de sprijin părților opuse în conflictele din apropiere, inclusiv în războaiele civile din Siria și Yemen. Rivalitatea se extinde și la disputele din Bahrain, Liban, Qatar, Pakistan, Afganistan, Nigeria, și Maroc, precum și o concurență mai largă în Africa de Nord și de Est, părți din Asia de Sud, Asia Centrală, Asia de Sud-Est, Balcani și Caucaz.